# 崔暠
崔暠（1465年—？），字景曜，保定前衛軍籍，山東濱州人，明朝政治人物。

## 生平
順天府鄉試第二十五名舉人。弘治九年（1496年）中式丙辰科會試第二百十五名，三甲第九十八名進士。

## 家族
曾祖崔智全；祖父崔喜；父崔霖，母姬氏；繼母劉氏。慈侍下。